# Nezumia holocentra
Nezumia holocentra es una especie de pez de la familia Macrouridae en el orden de los Gadiformes.

## Hábitat
Es un pez de aguas profundas que vive entre 563-686 m de profundidad.

## Distribución geográfica
Es un endemismo de las Islas Hawái.